# قاي دنيس
قاي دنيس (بالإنجليزية: Guy Dennis)‏ هو لاعب كرة قدم أمريكية أمريكي، ولد في 28 فبراير 1947 في Walnut Hill, Florida ‏ في الولايات المتحدة.

## وصلات خارجية
- قاي دنيس على موقع مرجع كرة القدم المحترفة.كوم (الإنجليزية)